# Jan Erik Tiwaz
Jan Erik Tiwaz (ur. 22 czerwca 1972 w Asker), znany również jako Tyr – norweski muzyk, kompozytor i basista. Tiwaz znany jest przede wszystkim z występów w zespole Borknagar, którego był członkiem w latach 2000-2003 i 2006-2010. Wraz z grupą uzyskał m.in. nominację do nagrody norweskiego przemysłu fonograficznego Spellemannprisen. Muzyk współpracował ponadto z takimi grupami muzycznymi jak: Emperor, Thornbound, Satyricon, Vintersorg, Koldbrann oraz Carpticon.

## Dyskografia
- Emperor - Emperial Live Ceremony (2000, Candlelight Records)
- Borknagar - Empiricism (2001, Century Media Records)
- Emperor - Scattered Ashes: A Decade of Emperial Wrath (2003, Candlelight Records)
- Borknagar - Origin (2006, Century Media Records)
- Borknagar - For The Elements (1996-2006) (2008, Century Media Records)
- Borknagar - Universal (2010, Indie Recordings)